# Pseudanthias pictilis
Pseudanthias pictilis là một loài cá biển thuộc chi Pseudanthias trong họ Cá mú. Loài này được mô tả lần đầu tiên vào năm 1978.

## Phân bố và môi trường sống
P. pictilis có phạm vi phân bố ở Tây Nam Thái Bình Dương. Loài này được tìm thấy ở phía nam rạn san hô Great Barrier, ngoài khơi New Caledonia, đảo Lord Howe, đảo Norfolk và Tonga. Chúng sống xung quanh các rạn san hô ở độ sâu khoảng từ 12 đến 40 m.

## Mô tả
P. pictilis có chiều dài cơ thể tối đa được ghi nhận là 13,5 cm. Vây đuôi có rãnh lõm vào trong, không xẻ thùy như những loài khác trong chi. Vây hậu môn và vây lưng có viền màu xanh ánh kim. Cá đực có màu fuchsia (hồng tím sẫm) ở thân trước, chuyển thành màu đỏ cam ở thân sau thân và đuôi, có nhiều chấm màu tím trên vùng màu này; ngăn cách 2 khoảng màu này là một dải tím nhạt viền cam. Vây đuôi cá đực có một khoảng màu vàng nổi bật ở gần gốc; có màu tím nhạt ở chóp 2 thùy đuôi. Các vây còn lại có màu đỏ. Cá mái cũng có màu hồng tím ở thân trước như cá đực, nhưng chuyển thành màu vàng ở thân sau. Các vây có màu vàng, ngoại trừ vây bụng màu trắng.
Số gai ở vây lưng: 10; Số tia vây mềm ở vây lưng: 15 - 16; Số gai ở vây hậu môn: 3; Số tia vây mềm ở vây hậu môn: 7; Số gai ở vây bụng: 1; Số tia vây mềm ở vây bụng: 5; Số tia vây mềm ở vây ngực: 18 - 19; Số vảy đường bên: 46 - 50.